# Atrichum obtusulum
Atrichum obtusulum là một loài Rêu trong họ Polytrichaceae. Loài này được (Müll. Hal.) A. Jaeger mô tả khoa học đầu tiên năm 1880.